# Glándula suprarrenal
Las glándulas suprarrenales, también llamadas glándulas adrenales, son dos pequeños órganos productores de hormonas situados en el polo superior de los riñones. La derecha tiene forma piramidal y la izquierda semilunar. Constan de dos porciones: la corteza suprarrenal y la médula suprarrenal. La corteza secreta glucocorticoides como el cortisol, mineralocorticoides como la aldosterona y andrógenos suprarrenales,  mientras que la médula produce adrenalina y noradrenalina.  Las glándulas suprarrenales son imprescindibles para la supervivencia y hacen posible que el organismo pueda afrontar situaciones de estrés físico y psíquico, si no existieran se produciría la muerte por alteraciones en los niveles de sodio y potasio en sangre, colapso circulatorio y disminución de los niveles de glucosa en sangre.  Los glucocorticoides tienen diferentes efectos sobre el metabolismo y el sistema inmunológico, los mineralocorticoides controlan el balance del sodio y el potasio y regulan la presión arterial, los andrógenos suprarrenales tienen gran importancia en el inicio de la pubertad. La adrenalina y noradrenalina producidas por la médula adrenal son fundamentales en la respuesta ante el estrés.

## Anatomía y fisiología
Las glándulas suprarrenales se encuentran en el abdomen, en el polo superior de los riñones, detrás del peritoneo, están irrigadas por la arteria suprarrenal superior, arteria suprarrenal media y arteria suprarrenal inferior, el retorno venoso se realiza a través de la vena suprarrenal.

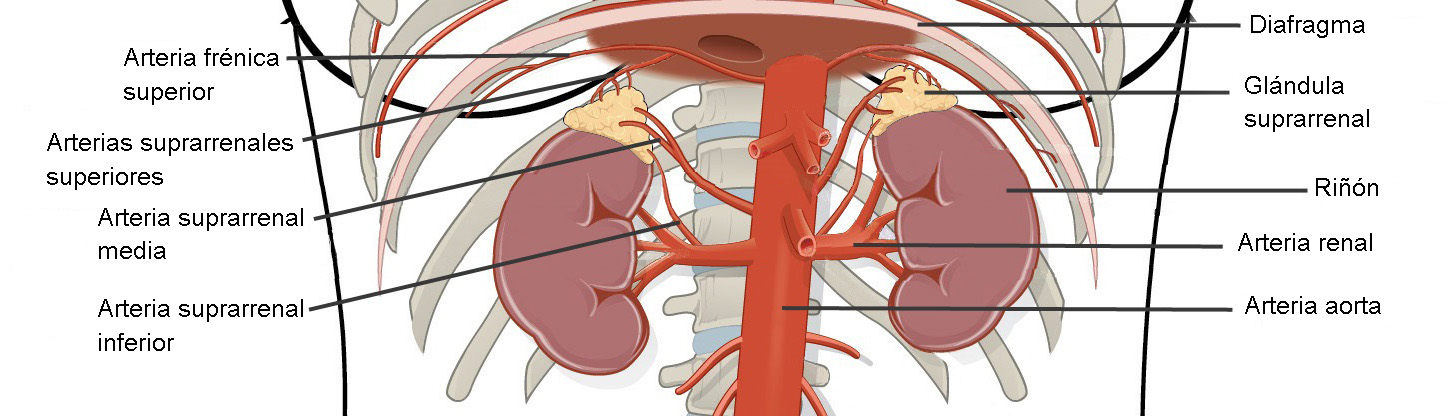
Arterias suprarrenales superior, media e inferior.

Están formadas por dos estructuras de origen embriológico diferente que se fusionan durante el desarrollo: la médula suprarrenal y la corteza suprarrenal. La médula suprarrenal representa entre el 10 y el 20% de la glándula, está situada en el centro, rodeada por la corteza suprarrenal, que forma la superficie y representa entre el 80 y el 90%. Cada glándula pesa 4 gramos y mide alrededor de 4 cm de alto, 3 de ancho y 1 cm de grosor. La corteza suprarrenal produce hormonas esteroides que son esenciales para la vida, la médula suprarrenal produce catecolaminas, principalmente adrenalina y noradrelanina.

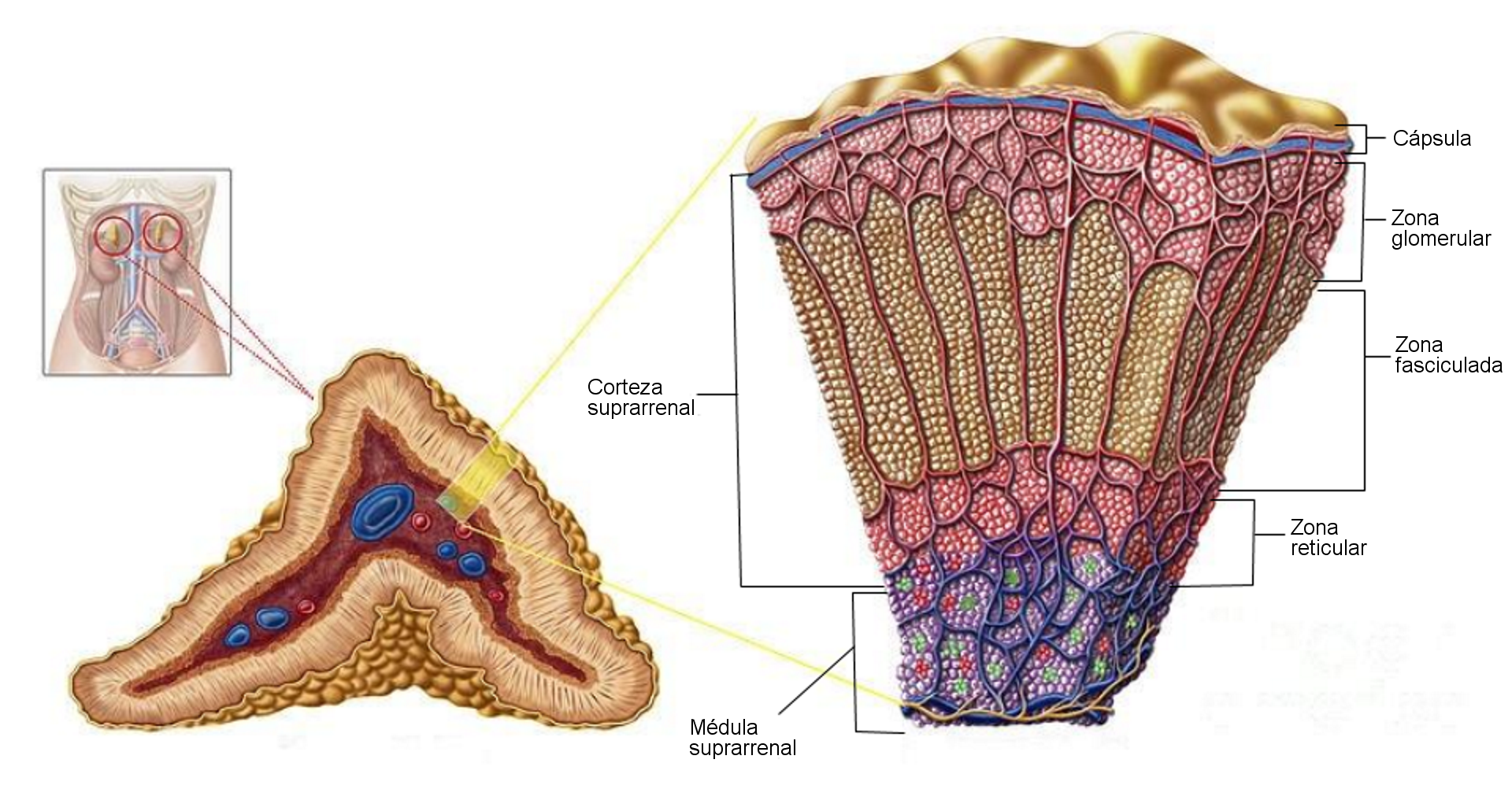
Zonas cortical y medular

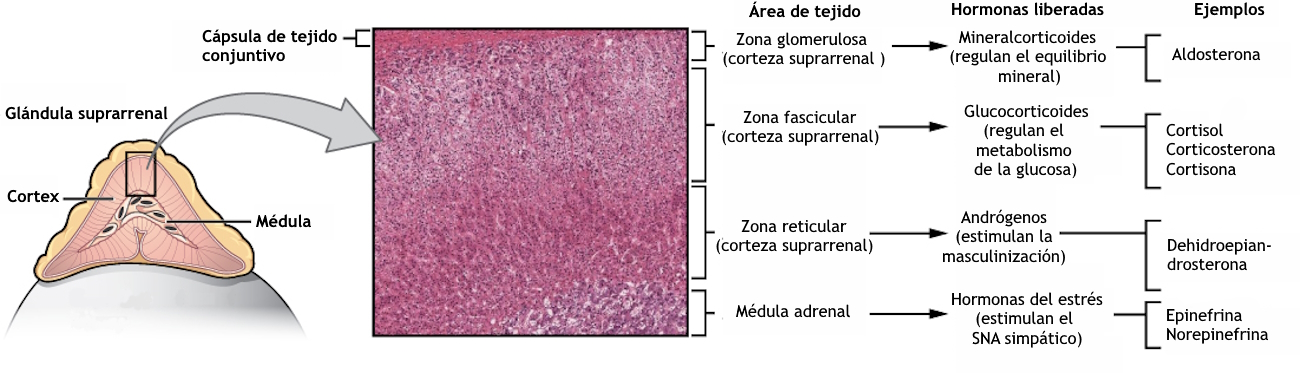
Las distintas hormonas se producen en diferentes zonas de la corteza y la médula de la glándula. Microscopía óptica con aumento × 20..

### Médula suprarrenal
La médula suprarrenal está compuesta por células productoras de hormonas que se llaman células cromafines, reciben este nombre porque tienen afinidad por las sales de cromo, que las tiñen y oscurecen al oxidar las catecolaminas que contienen. Derivan embriológicamente de la cresta neural y reciben inervación de células preganglionares del sistema nervioso simpático a través del nervio esplácnico mayor. La médula suprarrenal puede considerarse un ganglio nervioso del sistema nervioso simpático, pero sus células en lugar de poseer axones que liberan neurotransmisores en un órgano concreto, producen hormonas que pasan a la sangre y actúan a distancia sobre numerosos órganos.
En respuesta a una situación estresante, por ejemplo el ejercicio físico o un peligro inminente, las células de la médula suprarrenal producen catecolaminas que son incorporadas a la sangre, el 70% es adrenalina y el 30% noradrenalina. Estas dos hormonas producen efectos importantes, aumentan la frecuencia cardíaca, la presión arterial y el gasto cardiaco, dilatan las vías aéreas (broncodilatación), aumentan el volumen de sangre que llega al corazón y los músculos, disminuyen el volumen de sangre que llega a los riñones y el tubo digestivo y aumentan el nivel de glucosa en la sangre. Todas estas acciones se conocen como respuesta de lucha o huida.
La síntesis de adrenalina tiene lugar a partir del aminoácido tirosina. El primer paso es la transformación de la tirosina en dopamina gracias a la enzima tirosina hidroxilasa y la descarboxilasa de aminoácidos aromáticos o L-DOPA descarboxilasa. Posteriormente la dopamina se convierte en noradrenalina y está en adrenalina.

#### Regulación de la secreción de la médula suprarrenal
Como respuesta a diversas formas de estrés, por ejemplo la realización de ejercicio físico, un episodio de hipoglucemia o una hemorragia que disminuye la cantidad de sangre circulante y provoca disminución de la cantidad de oxígeno que llega a los tejidos, se activa la secreción de adrenalina y noradrenalina por la médula suprarrenal. Este proceso está regulado por señales simpaticas descendentes procedentes del encéfalo que viajan a través del nervio esplácnico mayor. Los centros autónomos que inician la respuesta simpática se encuentran en la región del hipotálamo y el tronco del encéfalo, pero reciben impulsos de otras áreas, entre ellas la corteza cerebral, el sistema límbico y otras regiones del hipotálamo y el tronco del encéfalo. Se han identificado áreas de la corteza cerebral que inciden en la respuesta de la médula suprarrenal.

Adrenalina

Noradrenalina

### Corteza suprarrenal
La corteza suprarrenal o corteza adrenal rodea la médula  suprarrenal, sus células presentan abundante retículo endoplasmático liso y mitocondrias. Se divide en tres zonas:
- Zona glomerular: Produce mineralocorticoides, principalmente aldosterona.
- Zona fascicular: Produce glucocorticoides, principalmente cortisol.
- Zona reticular: Produce pequeñas cantidades de andrógenos débiles, el principal es la dehidroepiandrosterona.[2]

#### Zona glomerular
Las células de la zona glomerular de la corteza suprarrenal secretan mineralocorticoides, el principal es la aldosterona, aunque existen otros como la desoxicorticosterona y la corticosterona. La aldosterona se libera a la sangre y actúa en el túbulo contorneado distal de la nefrona del riñón, donde regula la concentración de electrolitos en la sangre, aumentando la excreción de potasio y disminuyendo la de sodio. El principal regulador de la secreción de aldosterona es la angiotensina II que se produce a partir de la renina y forma parte del sistema renina-angiotensina-aldosterona, otros reguladores son la concentración del ion K+ en sangre y el ACTH producido por la hipófisis.

Aldosterona.

#### Zona fascicular
Es la capa predominante en la corteza suprarrenal, y sus células se disponen en hileras separadas por tabiques y capilares. Sus células se llaman espongiocitos porque son voluminosas y contienen numerosos gránulos claros, lo que da a la superficie un aspecto de esponja. Estas células segregan glucocorticoides, el principal de ellos es el cortisol. Los glucocorticoides ejercen una importante acción sobre numerosos procesos fisiológicos del organismo,  intervienen en la regulación del metabolismo  de las grasas, proteínas e hidratos de carbono, aumentan la disponibilidad de glucosa y ácidos grasos que son fuentes inmediatas de energía, desempeñan una función clave en la respuesta ante situaciones de estrés, tanto físico como sicológico y juegan un papel muy importante frenando la respuesta del sistema inmunitario para que esta no sea excesiva, por lo que tienen acción antiinflamatoria.

- Aumenta la concentración de glucosa en sangre, estimulando la formación de glucosa en el hígado a partir de aminoácidos (gluconeogénesis) e inhibiendo la utilización periférica de glucosa (efecto contrario a la acción de la insulina).[9]
- Estimula la proteólisis para producir aminoácidos.[9]
- Estimula la lipólisis, es decir favorece la transformación de triglicéridos en ácidos grasos libres y glicerol.[9]
- Deprime la respuesta inflamatoria por inhibición de las citocinas pro-inflamatorias (IL-1 e IL-6), las prostaglandinas y las linfocinas.[9]
- Ejerce una acción sobre el riñón similar a la de la aldosterona, favorece la retención de sodio y agua y la eliminación de potasio.[9]
- Sobre el sistema nervioso tiene acción estimulante, puede provocar excitación, euforia e hiperactividad.[9]

Control de la secreción suprarrenal de cortisol.

La secreción suprarrenal de cortisol está regulada por el péptido de origen hipofisario ACTH. 
El ACTH es producido por la hipófisis, en respuesta a la hormona liberadora de hormona adrenocorticotropa (CRH) producido por el hipotálamo.  Estos tres órganos del sistema endocrino forman el eje hipotalámico-hipofisario-adrenal. El ACTH hipofisario se sintetiza a partir de la proopiomelanocortina (POMC), péptido de 241 aminoácidos, cuyo gen está situado en el cromosoma 2 humano. La secreción de cortisol sigue un ritmo circadiano, alcanza un nivel máximo alrededor de las ocho de la mañana y mínimo a última hora de la tarde, no obstante el ritmo de producción no es estático y se adapta a las circunstancias, cuando se producen situaciones de estrés físico o síquico se mantienen niveles elevados de forma sostenida.

#### Zona reticular
Es la más interna y presenta células dispuestas en cordones entrecruzados que segregan hormonas sexuales masculinas moderadamente activas que reciben el nombre de andrógenos suprarrenales, principalmente deshidroepiandrosterona y su metabolito sulfato de deshidroepiandrosterona. Estas hormonas tienen un efecto masculinizante débil, pero circulan por la sangre y pueden transformarse en otros tejidos en hormonas sexuales con mayor actividad,  la deshidroepiandrosterona se metaboliza a androstenediona, precursora de hormonas sexuales masculinas (testosterona)  y hormonas sexuales femeninas (estrógenos).  Los andrógenos suprarrenales son responsables de la aparición de los primeros caracteres sexuales secundarios, como el vello axilar y pubiano, que tiene lugar antes de la pubertad, fenómeno que se conoce como adrenarquia. En el período fetal la glándula suprarrenal tiene una elevada producción de deshidroepiandrosterona, sin embargo tras el nacimiento existe un descenso brusco, para aumentar de nuevo entre los 6 y 8 años, alcanzando un pico entre los 25 y 30 años. A partir de esa edad tiene lugar un descenso progresivo en la secreción.

## Enfermedades de las glándulas suprarrenales
Las enfermedades que afectan a las glándulas suprarrenales son muy variadas, en la mayor parte de los casos tiene lugar una secreción elevada de alguna de las hormonas que produce la glándula o por el contrario una deficiencia. Las afecciones más frecuentes son:

- Insuficiencia suprarrenal. Puede ser primaria cuando se debe a una enfermedad intrínseca de las suprarrenales, secundaria cuando proviene de una alteración en la hipófisis, o terciaria cuando la causa es hipotalámica. Se clasifica como total si afecta a las tres hormonas producidas por la corteza, en caso contrario se llama parcial. Para que se produzcan síntomas evidentes es necesaria la pérdida de al menos el 90% de la glándula. Las manifestaciones se deben a la disminución del nivel de cortisol en sangre, disminución del nivel nivel de aldosterona (hipoaldosteronismo) y déficit de esteroides sexuales suprarrenales.[12] Cuando las manifestaciones de insuficiencia suprarrenal se inician bruscamente, se desencadena una insuficiencia suprarrenal aguda o crisis adrenal, entidad potencialmente letal que precisa tratamiento médico urgente.[13]
- Enfermedad de Addison: Se caracteriza por déficit de producción de cortisol. La falta de cortisol provoca una disfunción celular generalizada que se va a manifestar con cansancio, debilidad muscular, náuseas, vómitos, diarrea, hipoglucemia y mala tolerancia al estrés.
- Síndrome de Cushing: Esta provocado por un exceso de cortisol. El exceso crónico de corticoides produce una redistribución de la grasa corporal y un aumento del catabolismo proteico. La grasa tiende a acumularse en la cara, el cuello, el tronco y el abdomen, las extremidades adelgazan, ya que pierden tejido adiposo, los músculos se atrofian debido al catabolismo proteico. Todo ello configura una obesidad de localización troncular o central. La cara adquiere un aspecto redondeado, el cuello se ve relativamente corto debido al acúmulo de grasa.[14]
- Síndrome de Conn o hiperaldosteronismo primario. Se produce un exceso de aldosterona por la glándula suprarrenal de manera autónoma e independiente de los estímulos para su regulación, lo que lo diferencia del hiperaldosteronismo secundario. Las consecuencias son hipertensión arterial, retención de sodio, pérdida excesiva de potasio por la orina, hipopotasemia y acidosis metabólica. Las causas más frecuentes son hiperplasia suprarrenal bilateral, adenomas productor de aldosterona y carcinomas suprarrenal productor de aldosterona.[15]
- Cáncer: Son tumores malignos que afectan a la glándula y pueden provocar elevada producción hormonal, entre ellos el carcinoma suprarrenal y el feocromocitoma que causa una secreción excesiva de catecolaminas.[16]
- Síndrome de Waterhouse-Friderichsen. Es la necrosis hemorrágica suprarrenal masiva causada por una infección fulminante por meningococo.
- Tuberculosis suprarrenal. La tuberculosis puede afectar a la glándula y provocar su destrucción progresiva, cuando aparecen manifestaciones claras de la enfermedad la destrucción puede estar muy avanzada y llegar hasta el 90%.[17]
- Adrenalitis autoinmune. Es un proceso de autoinmunidad que provoca insuficiencia suprarrenal. [18]
- Hiperplasia suprarrenal congénita. Son un grupo de trastornos hereditarios que afectan a  la síntesis suprarrenal de cortisol. El déficit de cortisol provoca por un mecanismo de retroalimentación negativa un aumento de la producción de hormona adrenocorticotropa (ACTH) y secundariamente una hiperestimulación de la corteza suprarrenal.[19]
- Incidentaloma adrenal. Se denomina incidentaloma adrenal a la existencia de una masa unilateral o bilateral en la glándula suprarrenal que se ha descubierto en una prueba de imagen, de forma casual, sin que existan síntomas o sospechas médicas de alteraciones de la glándula. La gran mayoría de los casos corresponde a lesiones unilaterales benignas no funcionantes y de tamaño mayor a 1 cm de diámetro. Los estudios realizados en autopsias han demostrado que este tipo de lesiones son muy frecuentes y se presentan con una prevalencia que oscila entre el 1 y el 8%, aumentando la frecuencia con la edad. Es preciso realizar una evaluación médica de cada caso para determinar su importancia y descartar la existencia de un proceso maligno o hipersecreción hormonal.[20]

## Pruebas diagnósticas
Se utilizan pruebas de imagen que permiten visualizar la estructura de la glándula, su tamaño y la existencia de áreas anómalas, las más utilizadas son la resonancia magnética nuclear de abdomen (RMN), con y sin contraste, la tomografía axial computarizada de abdomen, con y sin contraste y la tomografía por emisión de positrones (PET).
Entre las pruebas funcionales, la prueba de estimulación con ACTH es la que se emplea con más frecuencia para diagnosticar la insuficiencia suprarrenal. Consiste en administrar ACTH sintética por vía intravenosa y determinar las concentraciones de cortisol en sangre previas y tras una pausa de 30 y 60 minutos. Lo normal es una elevación significativa en los valores de cortisol sanguíneo después de la administración de ACTH, sin embargo los pacientes con insuficiencia suprarrenal o enfermedad de Adisson presentan elevación escasa o nula.
Para confirmar el diagnóstico de síndrome de Cushing, la determinación aislada de cortisol en sangre tiene poco valor por su alta variabilidad, se recomienda medir el cortisol libre en una muestra de orina de 24 horas o en una muestra de saliva. También se utiliza el test de supresión nocturna con dosis única de dexametasona o test de Nuhent, que consiste en administrar 1 mg de dexametasona a las 23 horas y determinar el valor de cortisol en sangre a la mañana siguiente.
Para estudiar si existe excesiva producción de aldosterona autónoma (hiperaldosteronismo primario), la prueba de elección es realizar una medición de aldosterona en sangre y de la concentración de renina(CDR), con estos valores se realiza el cálculo del cociente aldosterona/CDR.
Para detectar la hiperplasia suprarrenal congénita se realiza la determinación de 17-hidroxiprogesterona en sangre.
Cuando se sospecha la existencia de un tumor de la médula suprarrenal productor de adrenalina como el feocromocitoma, el diagnóstico se confirma mediante la determinación de metanefrina plasmática o urinaria. La metanefrina o metadrenalina es un metabolito de la adrenalina  producido por la acción sobre esta de la enzima catecol-O-metiltransferasa. 
Existen otros metabolitos de la adrenalina que también son útiles para el diagnóstico, por ejemplo el ácido vanilmandélico.

## Historia
Bartolomeo Eustachi, anatomista italiano, hizo la primera descripción de las glándulas suprarrenales, en 1563-1564. Sin embargo a su obra conservada en la Biblioteca Apostólica Vaticana, no se le prestó suficiente atención que, en cambio, sí recibió la obra del anatomista Caspar Bartholin el Viejo, Anatomicae Institutiones Corporis Humani publicada en 1611.
Las glándulas suprarrenales se llaman así debido a que se encuentran encima de los riñones. El término adrenal proviene del latín ad-, "cerca", y renes, "riñón". La palabra suprarrenal, denominado así por Jean Riolan el Joven en 1629, proviene del latín supra, "encima", y renes, "riñón". En el siglo XIX se confirmó que eran glándulas independientes que no formaban parte del riñón y tenían una función secretora.
Una de las obras más reconocidas acerca de las glándulas suprarrenales fue On the Constitutional and Local Effects of Disease of the Suprarenal Capsule (Sobre los efectos constitucionales y locales de la enfermedad de la cápsula suprarrenal), publicada en 1855 por el médico inglés Thomas Addison. En esta monografía, el autor describe lo que más adelante se denominaría enfermedad de Addison, epónimo que sigue utilizándose para la insuficiencia suprarrenal  crónica y las manifestaciones clínicas relacionadas. En 1894, los fisiólogos británicos George Oliver y Edward Albert Sharpey-Schafer estudiaron la acción de los extractos de médula suprarrenal y observaron sus efectos de vasoconstricción y de elevación de la presión arterial, lo que condujo al aislamiento de la adrenalina en 1898 por John Jacob Abel. En las décadas siguientes, varios médicos experimentaron con extractos de la corteza suprarrenal para tratar la enfermedad de Addison. Edward Calvin Kendall, Philip Showalter Hench y Tadeusz Reichstein recibieron en 1950 el Premio Nobel de Fisiología o Medicina, por sus descubrimientos acerca de la estructura y los efectos de las hormonas producidas por la corteza suprarrenal.